# Wilhelm Weber (Turner)
Wilhelm Weber (* 27. Dezember 1879 in Berlin; † 28. April 1963 in Tornow) war ein deutscher Turner und dreifacher Olympiateilnehmer.
Bei den Olympischen Spielen 1904 in St. Louis belegte Weber hinter Julius Lenhart den zweiten Platz im turnerischen Mehrkampf. Im Dreikampf erreichte er hinter Adolf Spinnler und Julius Lenhart den dritten Platz.
Zwei Jahre später war Weber auch bei den Olympischen Zwischenspielen in Athen dabei. Dort belegte er den siebten Platz im Fünfkampf und den sechsten Platz im Sechskampf, mit der deutschen Riege turnte er auf den fünften Platz. Weber nahm auch noch an den Olympischen Spielen 1908 in London teil, kam aber dort nicht in die Wertung. Weber war Mitglied der Turnerschaft Berlin.
Nach seiner sportlichen Karriere war Weber Zigarrenfabrikant.